# The Tymes

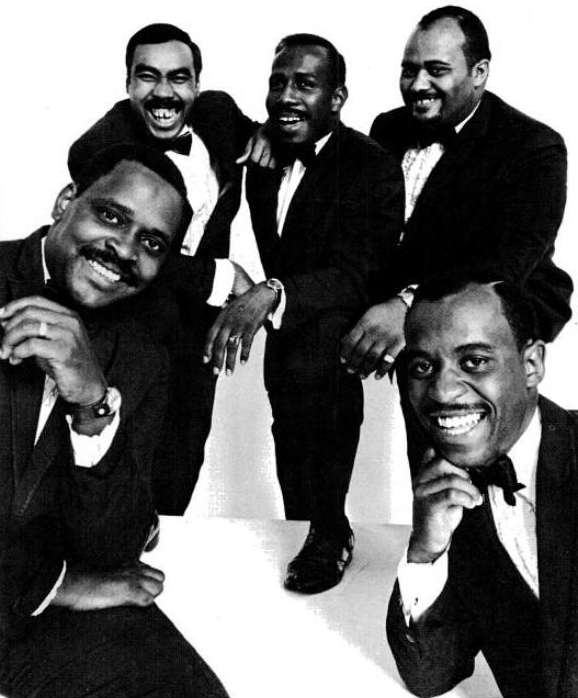
The Tymes, 1969.

The Tymes är en amerikansk vokalgrupp som bildades 1956 i Philadelphia. Gruppen bestod ursprungligen av Donald Banks, Albert Berry, Norman Burnett, och George Hilliard. George Williams rekryterades som ledsångare 1960.
De är mest kända för låten "So Much in Love" från 1963 som toppade Billboard Hot 100-listan i USA, och även blev en brittisk hit. De hade ytterligare några mindre hitsinglar på 1960-talet som "Somewhere" (1963) och "People" (1968). 1974 nådde de första plats på brittiska singellistan med "Ms Grace".
Williams, Banks och Hilliard har avlidit medan originalmedlemmarna Albert Berry och Norman Burnett fortsatt uppträder med gruppen in på 2010-talet.